# Orden de la calavera
La orden de la calavera es una orden creada inicialmente para damas y caballeros y, a partir de su restablecimiento en 1709, exclusivamente femenina. 

## Historia
Fue fundada en 1652 por el duque Silvio I Nimrod de Wurtemberg-Oels, en Silesia.
Habiéndose casi extinguido al fin del mismo siglo de su creación, la nieta del fundador, la duquesa Lucía Isabel, la restableció para señoras en 1709. En los estatutos de esta orden de señoras, se miraba más que al linaje, la vida ejemplar de las damas a las que se prohibía toda clase de juegos, fiestas públicas y trajes magníficos.
En síntesis, se había de renunciar a las vanidades mundanas. En el capítulo general anual se multaba a la dama que había faltado en algo a la regla y el importe de estas multas se reparte a los pobres el día del Viernes Santo: la divisa que distingue a las damas es la de la orden, que consiste en una calavera de oro pendiente de un lazo de cinta negra. Alrededor de la calavera se lee, Memento mori.